# Phaseolus
Phaseolus és un gènere de plantes amb flors de la família de les fabàcies. Consta d'unes 50 espècies totes elles originàries d'Amèrica, que en català es coneixen de manera inespecífica amb els noms de mongetes o fesols.
El nom del gènere Phaseolus (fesol en català) va ser posat per Linnaeus i deriva d'una paraula grega que significa barqueta. Aquest nom ja apareix en Plini el Vell i segurament es referia a les "mongetes" del gènere Vigna que ja eren conegudes des de l'antiguitat a Europa segurament provenien de l'Índia.
Com a mínim quatre de les espècies de Phaseolus havien estat domesticades abans de l'arribada de Cristòfor Colom per les seves llavors. La més important entre elles era la mongeta o fesol comú Phaseolus vulgaris, que actualment es cultiva a tot el món ja sia en climes tropicals, subtropicals o temperats.
Classificacions prèvies havien ubicat aquest gènere un nombre d'altres espècies ben conegudes que actualment s'han reubicat al gènere Vigna, de vegades necessitant un canvi del nom de les espècies. Per exemple la bibliografia antiga es refereix a la mongeta mung com as Phaseolus aureus, quan les classificacions modernes l'anomenen Vigna radiata. De manera similar Vigna caracalla va ser descrita l'any 1753 dins del gènere Phaseolus i el 1970 va passar de Phaseolus a Vigna. El gènere Phaseolus actualment es considera un endemisme del Nou Món.
Les espècies de Phaseolus les fan servir larves d'alguns lepidòpters com aliment, per exemple Hypercompe albicornis i Hypercompe icasia.

## Característiques generals del gènere

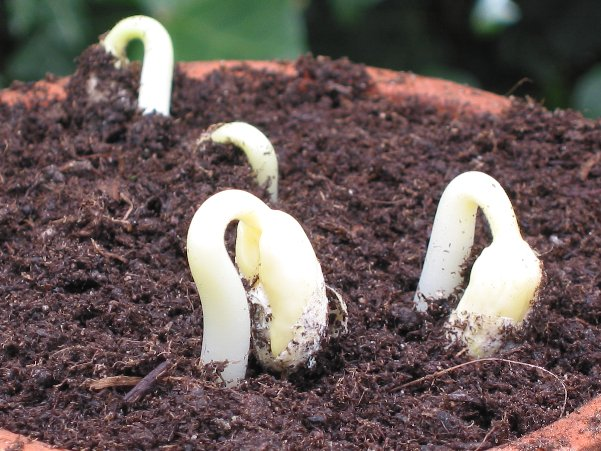
Germinació de llavors de fesol

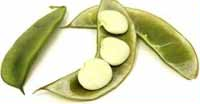
Phaseolus lunatus, mongeta de Lima

Les espècies del gènere Phaseolus són plantes herbàcies generalment anuals, de vegades bienals o vivaces.
Són plantes lianescents de tipus de creixement indeterminat. Les tiges són volubles, poc ramificades, s'enrotllen al voltant d'un suport i poden fer quatre metres d'alt. També hi ha varietats de creixement determinat (nanes) seleccionades per raons agronòmiques.
Les fulles són alternes, compostes imparipinades, amb de 3 a 5 foliols de forma oval-acuminada. Les dues primeres fulles (fulles primordials) són de vegades diferents: enteres i oposades.
Les flors tenen una simetria zigonomorfa amb flors del tipus del tipus papilionaci. El color dels pètals varia del blanc al porpra. El color blanc, rosa, violat o porpra és específic de cada varietat. La fecundació generalment és autògama.
Els fruits són tavelles dehiscents (llegums), de color variable, generalment verd, a vegades groc o porpra. Les tavelles tenen de 5 a 12 llavors de mida i color variable segons les espècies i varietats.
La germinació és,llevat d'excepcions, (Ph. coccineus), epigea, és a dir que la llavor surt fora de la terra i desplega els seus dos cotilèdons abans d'aparèixer les primeres fulles.
Els Phaseolus, com la majoria de les lleguminoses es caracteritzen per la fixació del nitrogen amb associació de Rhizobium phaseoli.
Totes les espècies del gènere són diploides amb 22 cromosomes (2n=22), excepte algunes que han sofert una reduccióaneuploide a 20 cromosomes.

## Taxonomia
Phaseolus acutifolius — Mongetera tepary

Phaseolus amblyosepalus

Phaseolus angustissimus

Phaseolus anisotrichos

Phaseolus augustii

Phaseolus brevicalyx

Phaseolus chacoensis

Phaseolus cibellii

Phaseolus coccineus — 

Phaseolus filiformis - 

Phaseolus galactoides

Phaseolus glabellus

Phaseolus grayanus

Phaseolus harmsianus

Phaseolus latidenticulatus

Phaseolus leucanthus

Phaseolus lunatus — Mongeta de Lima

Phaseolus maculatus - 

Phaseolus massaiensis

Phaseolus micranthus

Phaseolus microcarpus

Phaseolus nelsonii

Phaseolus oaxacanus

Phaseolus pachyrrhizoides

Phaseolus parvulus

Phaseolus pedicellatus

Phaseolus plagiocylix

Phaseolus pluriflorus

Phaseolus polymorphus

Phaseolus polystachios

Phaseolus polytylus

Phaseolus ritensis

Phaseolus rimbachii

Phaseolus rosei

Phaseolus sonorensis

Phaseolus tuerckheimii

Phaseolus vulcanicus

Phaseolus vulgaris — mongeta, fesol 

Phaseolus xanthotrichus
Ref: ILDIS Version 6.05